# Lucile Watson

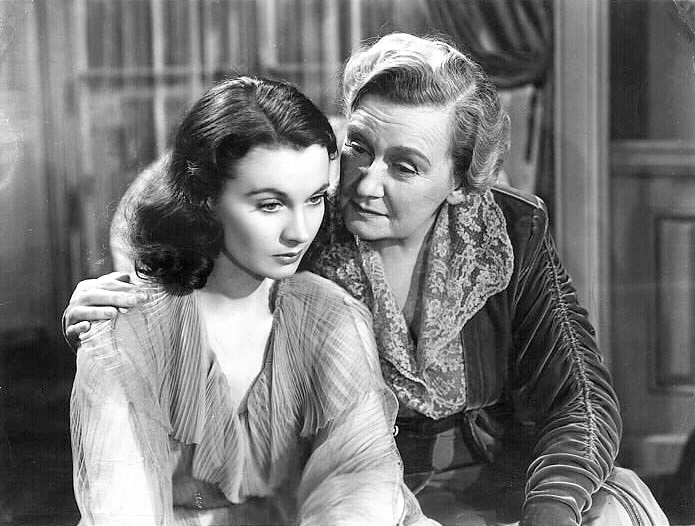
Vivien Leigh i Lucile Watson w filmie Pożegnalny walc (1940)

Lucile Watson (ur. 27 maja 1879 w Quebecu, zm. 24 czerwca 1962 w Nowym Jorku) – kanadyjska aktorka, nominowana do Oscara za drugoplanową rolę w filmie Straż nad Renem.
Rozpoczynała karierę na Broadwayu w sztuce Hearts Aflame w 1902. Pierwszą rolę filmową zagrała 1916 w The Girl with Green Eyes. Nie grała później w filmach aż do 1930, kiedy to wystąpiła w The Royal Family of Broadway. Jej drugi mąż był scenarzystą.
Zmarła na atak serca. Jest pochowana na Mount Hope Cemetery, w Hastings-on-Hudson, w stanie Nowy Jork.

## Filmografia
Źródło:
- 1916: The Girl with Green Eyes
- 1930: Królewska rodzina Broadwayu jako aktorka za kulisami
- 1934: 
  - What Every Woman Knows jako La Contessa
  - Men in Black jako pielęgniarka
- 1935: The Bishop Misbehaves jako pani Emily Lyons
- 1936:
  - Ogród Allaha jako Józefina, matka przełożona
  - Penny jako Martha Trudel
  - Buntowniczka jako Betty Bumble
- 1938: 
  - Młode serca jako pani Jennings
  - Zakochani jako pani Merlowe
- 1939: 
  - Kobiety jako pani Morehead
  - Stworzeni dla siebie jako pani Harriet Mason
- 1940: 
  - Pożegnalny walc jako Lady Margaret Cronin
  - Florian jako hrabina
- 1941: 
  - Pan i pani Smith jako pani Custer
  - Wielkie kłamstwo jako ciotka Ada Greenfield
  - Rage in Heaven jako pani Monrell
  - Footsteps in the Dark jako pani Agatha Archer
- 1943: Straż nad Renem jako Fanny Farrelly
- 1944: 
  - Till We Meet Again matka przełożona
  - Uncertain Glory jako pani Marat
- 1945: The Thin Man Goes Home jako pani Martha Charles
- 1946: 
  - Ostrze brzytwy jako Louisa Bradley
  - Moja reputacja jako pani Mary Kimball
  - Nigdy nie mów do widzenia jako pani Hamilton
  - Pieśń Południa jako babcia
  - Na zawsze jako ciotka Jessica Hamilton
- 1947: Ivy jako pani Gretorex
- 1948: 
  - Cesarski walc jako księżna Bitotska
  - The Wonderful Urge jako ciocia Cornelia Farley
  - Niesforna Julia jako pani Packett
- 1949: 
  - Małe kobietki jako ciotka March
  - Everybody Does It jako pani Blair
- 1950:
- Niech żyje taniec jako Serena Everett
- Harriet Craig jako Celia Fenwick
- 1951: Zapomniana przeszłość jako ciotka Eula Beaurevel